# Змиевы
Змиевы — древний русский дворянский род.
При подаче документов (12 мая 1686) для внесения рода в Бархатную книгу, подана совместная родословная роспись Беклемишевых и Змеевых и предоставлены шесть царских грамот (1491-1639).
Род внесён в VI, II и III части дворянской родословной книги Московской, Воронежской, Рязанской, Смоленской, Тверской, Тульской и Ярославской губерний (Гербовник V, 91 и VII, 14).
Одного происхождения с Беклемишевыми, Козловыми, Щепотьевыми, Щулепниковыми, Княжниными и Орловыми.
Правописание этой фамилии чрезвычайно разнообразно: Змеевы, Змеивы, Змеиовы, Змеовы, Змеивы, Змиовы, Змеиовы, Змиовы, Змеиевы. Наиболее употребительное правописание Змиевы и Змеевы.

## Происхождение и история рода
В официальной родословной отмечается, что Лев Иванович "муж честен" выехал к великому князю Василию Дмитриевичу из Немец Прусской земли (1393). У сего Льва был правнук Фёдор Елизарович Беклемиш, а у Беклемиша внук Фёдор Васильевич Змий. который является родоначальником дворянского рода.
Никита Васильевич, отец боярина Ивана Никитича Берсеня) посол в Крым (1474). Яков Тимофеевич поезжанин на свадьбе князя Холмского (1500).
Родоначальники — Иван и Дементий Ивановичи Змиевы убиты при взятии Казани (1552).
Яков Матвеевич Змиев, воевода, отличился при защите Пафнутьева Боровского монастыря от поляков (1610). Венедикт Андреевич отличился в польскую войну (1654—1656), был думным дворянином, затем окольничим и начальником стрелецкого приказа. Семён Данилович с отличием служил в польскую войну, служил осадным воеводой в Могилёве (1658—1659), 2-й воевода при взятии Старого Быхова, где пленил С. Выговского (4 декабря 1659), погиб в бою (18 июня 1661). Василий Семёнович († 1715) думный дворянин.

## Описание гербов

#### Герб. Часть VII. № 14.
Герб потомства выехавшего из Пруссии "мужа честна" именем Льва: щит имеет малую вершину голубого цвета с изображением сияющего солнца (польский герб Солнце), а нижнюю половину — пространную, в которой в правом красном поле находится золотой коронованный лев, стоящий на задних лапах, держащий в правой лапе меч; в левом серебряном поле — змей натурального цвета. Вершина и левое поле герба Змиевых составляют герб Беклемишевых.
Щит увенчан дворянским шлемом со страусовыми перьями. Намёт на щите голубой, подложен золотом. По сторонам щита поставлены два чёрных орла.

#### Герб. Часть V. № 91.
Герб рода Змиевых: щит разделён горизонтально на две части, из которых в верхней части в голубом поле изображена летящая  в правую сторону птица, держащая в клюве золотое кольцо. В нижней части в красном поле золотой крест, означенный на серебряной подкове, шипами вниз обращённой (польский герб Побог). Щит увенчан обыкновенным дворянским шлемом  с дворянской на нём короной. Намёт на щите красный, подложенный серебром. Щитодержатели: с правой стороны лев, а с левой единорог.
Примечание: Данный второй герб "Слеповрон" выхлопотал себе Михаил Иванович Змиев (1784).

## Известные представители
- Змеов Иван Васильевич — 3-й воевода 6-го Передового полка в Казанском походе (1544), 4-й воевода левой руки в Шведском походе (1549), ходил с полком к Полоцку (1551), 2-й воевода передового полка в Казанском походе (1552).
- Змеовы: Андрей и Семён (Большой) Васильевичи, Иван и Дементий Ивановичи, Иван Алексеевич — погибли под Казанью (1552), имена их записаны в синодик московского Успенского собора для вечного поминовения.
- Змеов Григорий Иванович — есаул в Полоцком походе (1551), за ним состояла старая их вотчина в Коломенском уезде (1578).
- Змеов Фёдор Семёнович — за кровь отца пожалован деревнями в Лаишевском уезде (1555).
- Змеов Яков Матвеевич — 2-й поддатень государева копья у рынды в Полоцком походе (1563), послан с письмом к крымскому хану (1566), воевода в Путивле (1605), Рыльске (1606), 2-й воевода в монастыре Пафнутия Боровского (1606-1609).
- Змеев, Иван Григорьевич — поддатень рынды у государевых топоров в полоцком походе (1563), голова стрельцов в Лифляндском походе (1577), голова московских стрельцов под Владимиром (1577), послан в Сибирь с войском и снаряжением (1592), где ходил на вогуличей и пленил их князя, которого отправил в Москву.
- Змеев Фёдор Богданович - поручитель по князю А.И. Воротынскому (1563), при посольстве на съезде с шведскими послами на р. Сестре (1575), воевода в Алысте (1584), послан от царя Василия Шуйского с князем Волконским к польскому королю "с обличением на растригу"
- Змеев Василий Богданович - вотчинник села Холм в Обонежской пятине (1583), послан на разведку неприятеля из Тихвинского монастыря (1613), пожалован вотчинами (1614).
- Змеев Прокофий Богданович - сын боярский, сопровождал пленного вогуличского князя из Берёзова в Москву (1594), постригся в Троице-Сергиевой лавре с именем Нифонт и был соборным старцем, смертельно ранен при защите монастыря, где распоряжался нарядом (1609), в своём прощальном к монахам соборном слове, первый сказал, что Россия успокоится лишь с царём Михаилом Фёдоровичем.
- Змеев Тимофей Семёнович (меньшой) — голова сторожей в Серпуховском походе (1596), дворцовый ключник, подписал утвердительную грамоту об избрании царя Бориса Годунова в (1598), письменный голова в Ново-Борисове (1603-1604), дворцовый ключник (1614).
- Змеев Никита Фёдорович (Девятый) - стрелецкий голова (1609), воевода в Арзамасе (1613), водил на Лисовского отряд новокрещёнов и басурман (1615), воевода в Лаишеве (1620).
- Змеев (Григорий) Юрий Иванович — воевода в Уржуме (1610), женат на Милославской, тётке царицы Марии Ильиничны.
- Змеев Андрей Григорьевич — мещёвский дворянин, подписал грамоту об избрании царя Михаила Федоровича (1613), воевода в Кольском остроге (1616).
- Змеев Андрей — воевода в Кольском остроге (1616).
- Змеев Матвей Иванович — голова у служилых татар, ходил из Чебоксар с князем Пожарским на поляков (1615), воевода в Василе (1620), пожалован вотчиной в Нижегородском уезде (1621).
- Змеев Василий Иванович — 2-й воевода в Ладоге (1617—1620), в Алатыре (1620).
- Змеев, Данила Семёнович — жилец, был во 2-м посольстве от земского собора к царю Михаилу Фёдоровичу (1613), воевода в Шуе (после 1620), дворянин московский (1628), воевода в Белозёрске (1632), женат на Аграфене Ивановне Нарышкиной, тетке царицы Натальи Кирилловны.
- Змеев Богдан — воевода в Соликамске (1627).
- Змеев Михаил Никитич — воевода в Шешминске (1651), описывал Чалнинский городок (1658).
- Змеев Степан Иванович — подписал Уложение царя Алексея Михайловича († 1655).
- Змеев Семён Данилович — стольник, воевода в Могилеве (1658).
- Змеев Яков Андреевич — рязанский помещик (1624), стольник, участник литовских походов (1654-1656 и 1664-1665), воевода в Устюжне-Железопольской (1667), в Устюге-Великом (1667—1669), жалован вотчинами в Шацком и Галичском уездах (1680).
- Змеев Венедикт Андреевич — стольник, воевода в Тамбове (1668), в Вятке (1669—1672).
- Змеев Василий Семёнович — думный дворянин (1682), ко 2-му Азовскому походу построил за свой счёт корабль «Борколонь»[3].
- Змеев Илья Андреевич — стольник, воевода в Илимске (1683—1686).
- Змеев Борис Андреевич — стольник, воевода в Вологде (1685—1686)[6][7].
- Змеев Иван Петрович — жилец (1698), вотчинник в Шелонской пятине, генерал-майор и 4-й со времени основания кавалер ордена Святой Анны 1-й степени.